# El zorro y el sabueso
El Zorro y el Sabueso (título original en inglés: The Fox and the Hound) es una novela de 1967 escrita por Daniel P. Mannix e ilustrada por John Schoenherr. Narra la vida de Tod, un zorro rojo criado por un ser humano en su primer año de vida, y Copper, un medio Perro de San Huberto, propiedad de un cazador local, conocido como el Maestro. Después de que Tod causara la muerte del perro favorito del hombre, el hombre y el perro sobreviviente persiguen al zorro para cazarlo, contra los contextos duales de un mundo humano cambiante y de una vida normal de Tod en la búsqueda de alimento y en la búsqueda de un compañero además de la defensa de su territorio. Como preparación para escribir la novela, Mannix estudió a los zorros, tanto domésticos como salvajes además de una gran variedad de técnicas de caza y las manera en que los perros perseguian a los zorros, intentando asegurar que sus personajes actuaran de la manera más realista posible.
La novela ganó el Dutton Animal Book Award en 1967, que dio lugar a su publicación el 11 de septiembre de ese año por E.P. Dutton. Fue en 1967 cuando fue seleccionado como el libro del club de Reader's Digest y además seleccionado ganador del Premio Literario Ateneo. Fue bien recibido por las críticas, que elogió a detalle el estilo de escritura de Mannix. Walt Disney Productions adquirió los derechos cinematográficos de la novela, cuando ganó el premio Dutton, aunque no comenzó la adaptación para la producción sino hasta 1977. Muy modificada a partir del material de origen, The Fox and the Hound de Disney fue estrenada en los cines el 10 de julio de 1981 y se convirtió en un éxito de taquilla.

## Argumento
La novela cuenta el primer contacto de Tod con el hombre, y la primera encuentro de Copper con Tod. Están viviendo en un mundo cambiante, la fauna presente en el comienzo del libro para dar paso a una más urbana, causando problemas para Copper, el Maestro, y Tod.
La novela alterna entre la visión de Tod y Copper de los diez capítulos del libro, cuatro son desde la perspectiva de Copper y seis son de Tod. Ambos animales se presentan como inteligentes, si bien no en el grado de los seres humanos. La novela hace hincapié en que ambos son criaturas que dependen del olfato, sobre todo Copper, tanto como los seres humanos dependen de la visión.
- Datos: Q918060